# Black Bird (Manga)
Black Bird ist ein Manga von Kanoko Sakurakōji. Er ist in die Genre Romantik und Mystery einzuordnen.

## Handlung
Misao sieht oft Ayakashis, Monster die kein normaler Mensch sehen kann. Doch an ihrem 16. Geburtstag nehmen sie überhand und beginnen sie anzugreifen. Auch taucht ihre erste Liebe plötzlich wieder auf, der inzwischen 20-jährige Kyō. Misao kann sich kaum mehr an ihn erinnern, nachdem er vor sechs Jahren weg ziehen musste. Sie erfährt, dass er ein Tengu ist und sie selbst die Senka. Senkas gibt es nur einmal in hundert Jahren, ihr Blut verspricht ein längeres Leben und ihr Fleisch sogar Unsterblichkeit. Sie zur Frau zu nehmen bringt dessen Clan Glanz und Wohlergehen.
Kyō will sie daher unbedingt heiraten. Doch Misao weiß nicht, ob er dies aus Liebe zu ihr oder nur für seinen Clan tut. Später stellt sich heraus, dass er sie auch wirklich liebt. Doch ihre Liebe wird immer wieder auf die Probe gestellt, da andere Clanoberhäupter die Senka für sich wollen.
Auch wissen Misao und Kyō nicht, was nach ihrer Hochzeit passieren wird. Tadanobu, bester Freund von Kyō und Oberhaupt der Yōkos, rät ihnen von einer Vereinigung ab, da sie dann nicht mehr zusammen sein könnten. Genaueres steht nur im Senkaroku, einem Buch, in dem das Leben der beiden nach der Eheschließung aufgeschrieben wurde. Doch dieses wurde von anderen Clans gestohlen und ist nun unauffindbar. Zur gleichen Zeit bringt Misaos Vater einen jungen Mann, dessen Eltern von einem Ayakashi umgebracht worden sind, mit nach Hause. Der nimmt sich fest vor Kyō zu töten und Misao für sich zu gewinnen. Da er Kyō verflucht hat und Kyō nur überleben kann, wenn er sich mit Misao vereint, kommt Misao in eine Zwickmühle. Doch sie vereinigt sich mit ihm, da sie ihren Liebsten retten will. Nach einiger Zeit kehren Misao und Kyō ins Dorf zurück und müssen feststellen, das Kyōs älterer Bruder Shō im Dorf ist. Nachdem Misao eine Auseinandersetzung mit Shō-dono hatte, fordert Kyō seinen Bruder zum endgültigen Kampf heraus, der damit endet das Kyō gewinnt und Shō stirbt. In dieser Nacht vereinigten sich Misao und Kyō sehr oft, da Misao den Schmerz von Kyō über den Verlust seines Bruders heilen soll. Nachdem die beiden wieder zurück sind, hat Misao plötzlich neue Kräfte erlangt. Jedoch sind es nicht ihre, sondern die ihres Kindes, was in ihr heranwächst. Beide freuen sich natürlich, dass sie bald zu dritt sind, jedoch hat Misao Angst, ihren Eltern zu sagen, dass das Kind und Kyō Ayakashis sind. Kyō und sie beschließen erst einmal nur zu sagen, dass Misao schwanger ist. Als Kyō und seine Getreuen von einem feindlichen Clan angegriffen werden, besiegen sie diese, jedoch kommt heraus, dass in dem Moment, wo Misao ihr Kind gebärt, sie sterben wird.

## Veröffentlichungen
Der Manga erschien von 2006 bis 2012 im Manga-Magazin Betsucomi des Verlags Shōgakukan in Japan. Die Einzelkapitel wurden ab 26. Januar 2007 auch in 18 Sammelbänden veröffentlicht. 
Eine deutsche Übersetzung erscheint seit November 2009 bei Egmont Manga und Anime, bisher in 18 Bänden. Eine englische Fassung erscheint bei Viz Media in den USA, eine portugiesische bei Planet Manga und Tong Li bringt den Manga auf Chinesisch in Taiwan heraus.

## Adaptionen
Auf Grundlage des Mangas wurde ein Hörspiel produziert, das von Columbia Music Entertainment am 21. Januar 2009 veröffentlicht wurde. Am 26. März 2010 erschien außerdem die Light Novel Black Bird – Missing.

## Auszeichnungen
2009 erhielt Sakurakōji für diesen Manga den Shōgakukan-Manga-Preis für den besten Shōjo-Manga.